# Мессауд, Абдельмалек Али
Абдельмалек Али Мессауд (27 мая 1955, Аннаба — 6 февраля 2022, Аннаба) — алжирский футболист, защитник, игрок сборной Алжира.

## Биография
Мессауд провёл большую часть карьеры в «УСМ Алжир», в 1981 году в составе клуба выиграл Кубок Алжира.
Али Мессауд всего провёл за сборную Алжира 38 матчей и забил один гол, однако ФИФА полноценно признаны только восемь матчей. Его первая игра за сборную была против Марокко (товарищеский матч). В 1975 году в составе сборной выиграл футбольный турнир Средиземноморских игр. В финале Алжир по итогам экстра-таймов обыграл любительскую сборную Франции (3:2). Свой единственный гол за команду он забил в ворота Замбии в квалификации Кубка африканских наций 1978 года. Свой последний матч за сборную он сыграл 17 ноября 1978 года против Конго (победа 3:0).
Абдельмалек Али Мессауд умер 6 февраля 2022 года в возрасте 66 лет из-за осложнений, вызванных COVID-19.